# Fontanar de las Viñas
Fontanar de Las Viñas es una aldea situada a unos seis kilómetros hacia el sur de Peñas de San Pedro, la cual es una pedanía perteneciente a esta.

## Situación geográfica
Fontanar de las Viñas está enclavada entre los parajes del Charcón y Los Cozares. Se accede a esta pintoresca aldea por el camino del Fontanar que, aproximadamente a unos 2 km. de Peñas, se desvía de la carretera de Alcadozo. Tras un corto trayecto, atravesando el monte de 'La Peñaína' se avista la aldea formada por dos núcleos urbanos bien diferenciados, uno de ellos, llamado 'La Fonseca'  y, a la vez, unidos por la Fuente del Chorrico y su lavadero. 

## Fiestas, tradiciones y cultura
Este municipio, celebra fiestas en Marzo y Agosto. En Marzo, celebran la festividad de San José, su patrón. Esta fiesta se celebra alrededor del 19 de marzo, y en la programación destaca la procesión al Santo por las calles de la Aldea, justo después de la tradicional Misa en la Ermita, o la tradicional degustación gastronómica manchega entre todos los vecinos 
En agosto celebran  las fiestas de verano, con motivo de la Asunción de la Virgen, que se celebran alrededor del 15 de Agosto. En la programación habitual de fiestas, cabe destacar los tradicionales campeonatos de bolea y petanca, juego que se mantiene a lo largo de los años desde hace muchísimo tiempo. Se realizan durante estos días y que tiene la participación de jóvenes y mayores, la cual, al final de fiestas, se realiza una entrega de trofeos a los ganadores. Se realiza también un torneo de truque. También se destaca la tradicional Verbena por la noche, o la anterior mencionada, degustación gastronómica en la Plaza de la Ermita entre todos los vecinos.

## Lugares destacados
Fontanar de Las Viñas, tiene lugares muy bonitos como La Fuente del Chorrico, El Lavadero, La Casa De La Huerta o La Plaza de la Ermita, lugar donde se celebran dichos eventos.
- Datos: Q30914521